# Nazionale maschile under 19 di calcio della Spagna
La nazionale di calcio della Spagna Under-19 è la rappresentativa calcistica Under-19 nazionale della Spagna ed è posta sotto l'egida della Real Federación Española de Fútbol. Nella gerarchia delle nazionali giovanili spagnole è posta prima della nazionale Under-18.
Si è aggiudicata per nove volte il Campionato europeo Under-19: 2002, 2004, 2006, 2007, 2011, 2012, 2015, 2019 e 2024. 
Dal 2024 il selezionatore della squadra è José Lana.

## Partecipazioni al Campionato europeo Under-19

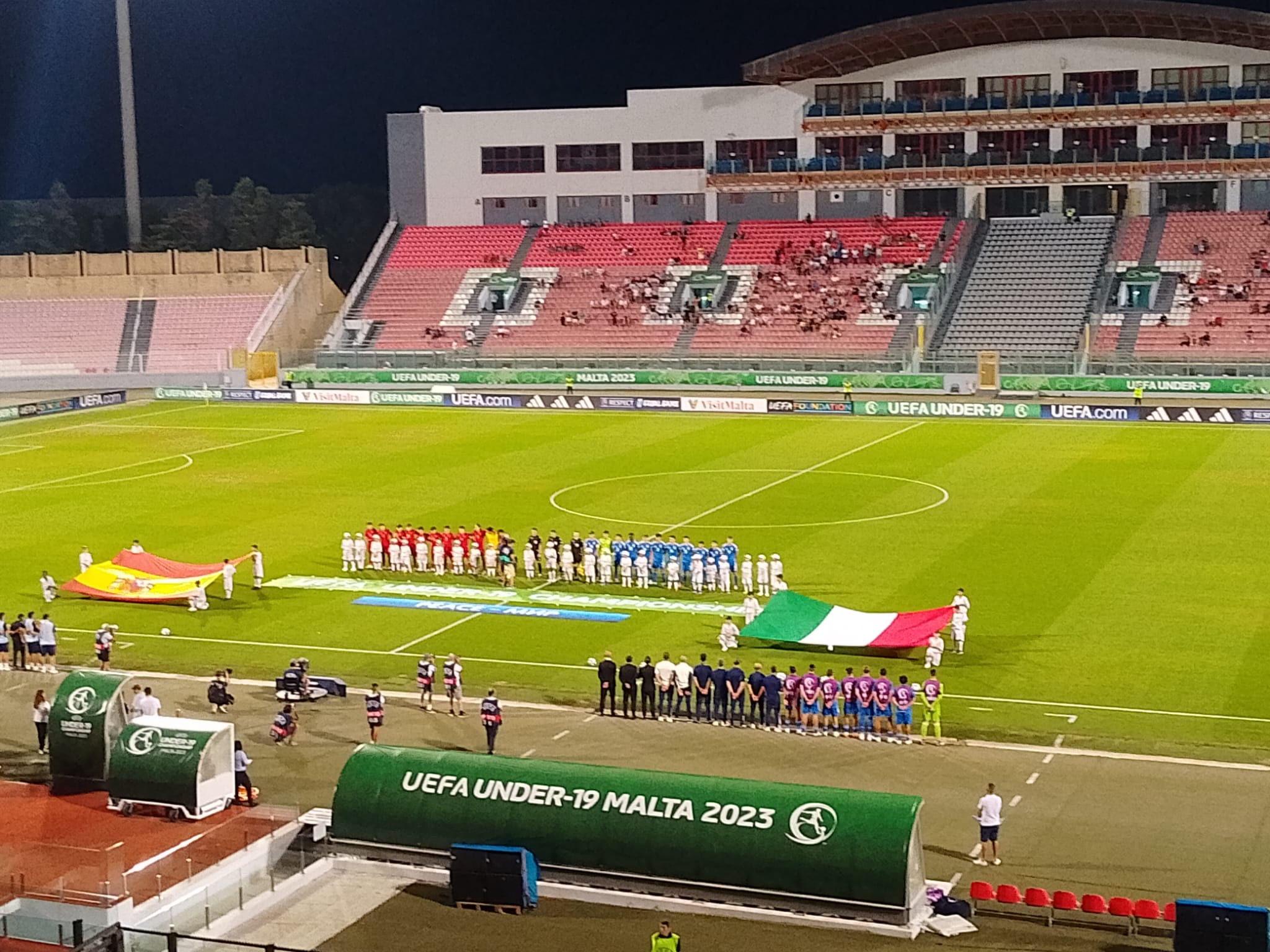
Italia e Spagna nella semifinale dell'Europeo U-19 (2023).

- 2002: Campione
- 2003: Turno di qualificazione
- 2004: Campione
- 2005: Fase Elite
- 2006: Campione
- 2007: Campione
- 2008: Primo Turno - Fase Finale
- 2009: Primo Turno - Fase Finale
- 2010: Secondo posto
- 2011: Campione
- 2012: Campione
- 2013: Semifinale
- 2014: Fase Elite
- 2015: Campione
- 2016: Fase Elite
- 2017: Fase Elite
- 2018: Fase Elite
- 2019: Campione
- 2022: Fase Elite
- 2023: Semifinali
- 2024: Campione
- 2025: Secondo posto

## Statistiche dettagliate sui tornei internazionali

### Europei
| Anno | Luogo            | Piazzamento     | V | N | P | Gol  |
| ---- | ---------------- | --------------- | - | - | - | ---- |
| 2002 | Norvegia         | Campione        | 3 | 1 | 0 | 8:2  |
| 2003 | Liechtenstein    | Non qualificata | - | - | - | -    |
| 2004 | Svizzera         | Campione        | 4 | 1 | 0 | 13:5 |
| 2005 | Irlanda del Nord | Non qualificata | - | - | - | -    |
| 2006 | Polonia          | Campione        | 4 | 1 | 0 | 17:5 |
| 2007 | Austria          | Campione        | 2 | 3 | 0 | 4:1  |
| 2008 | Rep. Ceca        | Primo turno     | 1 | 0 | 2 | 5:3  |
| 2009 | Ucraina          | Primo turno     | 1 | 0 | 2 | 3:4  |
| 2010 | Francia          | Secondo posto   | 4 | 0 | 1 | 11:4 |
| 2011 | Romania          | Campione        | 4 | 0 | 1 | 16:6 |
| 2012 | Estonia          | Campione        | 2 | 1 | 0 | 7:4  |
| 2013 | Lituania         | Semifinali      | 3 | 0 | 1 | 6:4  |
| 2014 | Ungheria         | Non qualificata | - | - | - | -    |
| 2015 | Grecia           | Campione        | 3 | 1 | 1 | 9:4  |
| 2016 | Germania         | Non qualificata | - | - | - | -    |
| 2017 | Georgia          | Non qualificata | - | - | - | -    |
| 2018 | Finlandia        | Non qualificata | - | - | - | -    |
| 2019 | Armenia          | Campione        | 3 | 2 | 0 | 9:3  |
| 2022 | Slovacchia       | Non qualificata | - | - | - | -    |
| 2023 | Malta            | Semifinali      | 2 | 1 | 1 | 9:4  |
| 2024 | Irlanda del Nord | Campione        | 3 | 2 | 0 | 8:4  |
| 2025 | Romania          | Secondo posto   | 4 | 0 | 1 | 15:7 |

## Commissari tecnici
- 2002:Iñaki Sáez
- 2003-2004:José Armando Ufarte
- 2004-2007:Ginés Meléndez
- 2007:Juan Santisteban
- 2008:Ginés Meléndez
- 2008-2010:Luis Milla
- 2010-2013:Julen Lopetegui
- 2013-2018:Luis de la Fuente

## Palmarès
- Campionato europeo di calcio Under-19:

Primo posto: 9 (record) (2002, 2004, 2006, 2007, 2011, 2012, 2015, 2019, 2024)
Secondo posto: 1 (2010)

## Record individuali
| Presenze - 23 (8) Aarón Ñíguez (2006-2008) - 21 (7) Emilio N'sue (2006-2008) - 20 (0) Jorge Pulido (2008-2010) - 19 (5) Gerard Deulofeu (2011-2012) - 19 (8) Juanmi (2011-2012) - 18 (5) Daniel Aquino (2007-2009) - 18 (2) César Azpilicueta (2007-2008) - 18 (1) Carlos Fernández (2013-2015) - 18 (0) Antonio Marín (2013-2015) - 17 (7) Fran Mérida (2007-2009) | Reti - 12 (13) Juan Manuel Mata (2006-2007) - 11 (13) Alberto Bueno (2006-2007) - 11 (13) Álvaro Morata (2010-2011) - 9 (11) Borja Mayoral (2014-2015) - 8 (12) Marco Asensio (2014-2015) - 8 (19) Juanmi (2011-2012) - 8 (23) Aarón Ñíguez (2006-2008) - 8 (16) Pablo Sarabia (2010-2011) |